# 4484 Sif
4484 Sif eller 1987 DD är en asteroid i huvudbältet som upptäcktes den 25 februari 1987 av den danska astronomen Poul Jensen vid Brorfelde-observatoriet. Den är uppkallad efter Siv i den nordiska mytologin.
Asteroiden har en diameter på ungefär 16 kilometer.